# 信濃吉田站
信濃吉田站（日语：／ Shinano Yoshida eki */?）是位於長野縣長野市吉田三丁目，長野電鐵的長野線車站。車站編號為N7。

## 歷史
- 1926年（大正15年）
  - 6月28日 - 長野電氣鐵道吉田町站啟用[1]。
  - 9月30日 - 河東鐵道與長野電氣鐵道合併，長野電鐵成立。
  - 10月5日 - 車站改名為信濃吉田站[1]。
- 1964年（昭和39年）10月21日 - 結束貨物業務。
- 1968年（昭和43年）4月1日 - 結束行李業務。
- 1973年（昭和48年）12月25日 - 隨著設置跨線橋，站內平交道廢止。
- 1984年（昭和59年）12月4日 - 停車場改變為停留場。
- 1997年（平成9年）4月1日 - 跨站式站房落成[2]。

## 車站構造
車站是一座地面車站，設有2面2線相對式月台。此站設有跨站式站房。此站為有人車站。入閘時不需要剪票。各月台設有上行專用的扶手電梯。
南出口設有行人天橋連接重建大廈「North長野」。
此站可購買列車定期票、回數票、長電巴士定期票、長野市巴士IC卡「KURURU」。

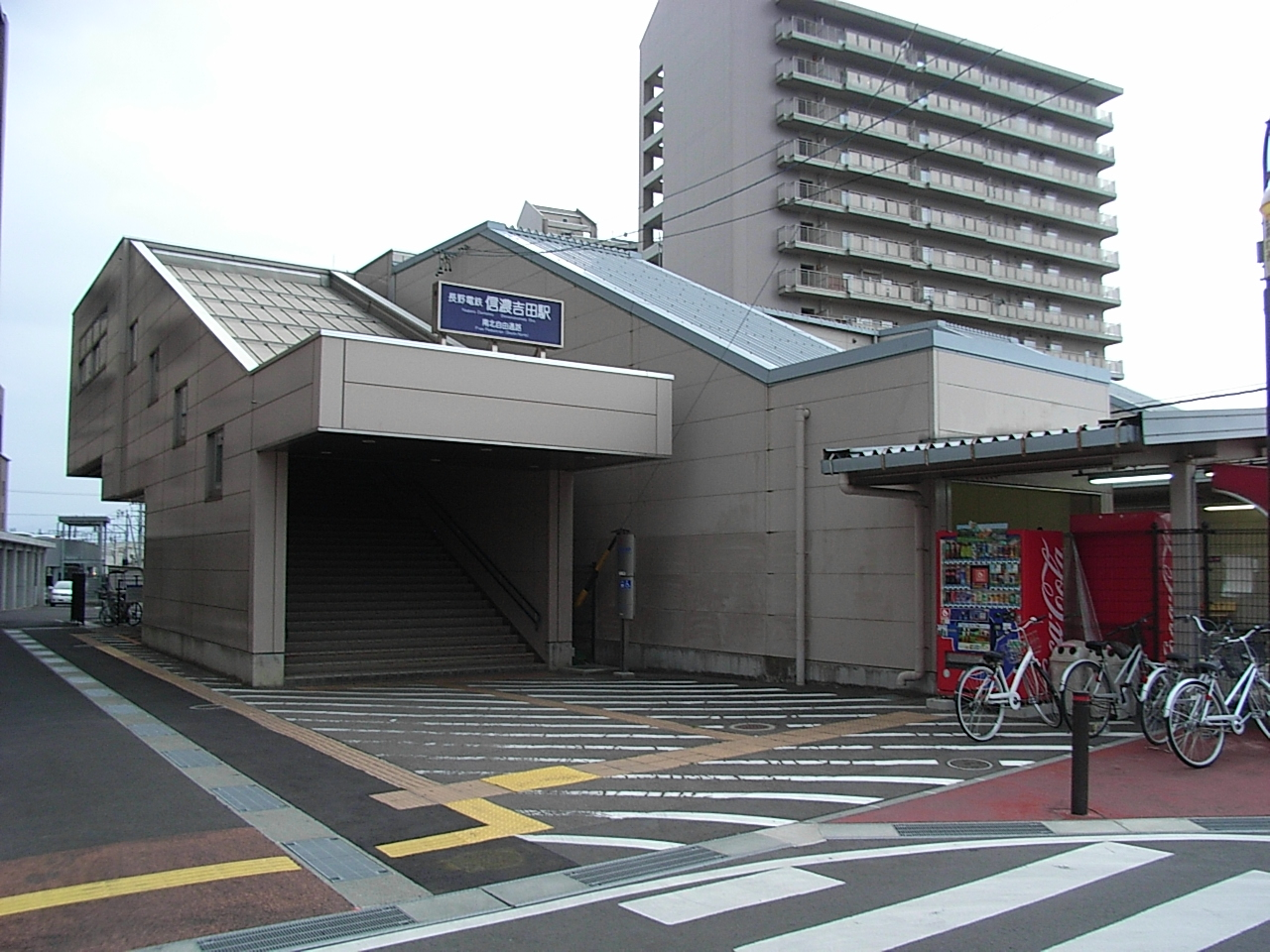
北出口（2009年6月）
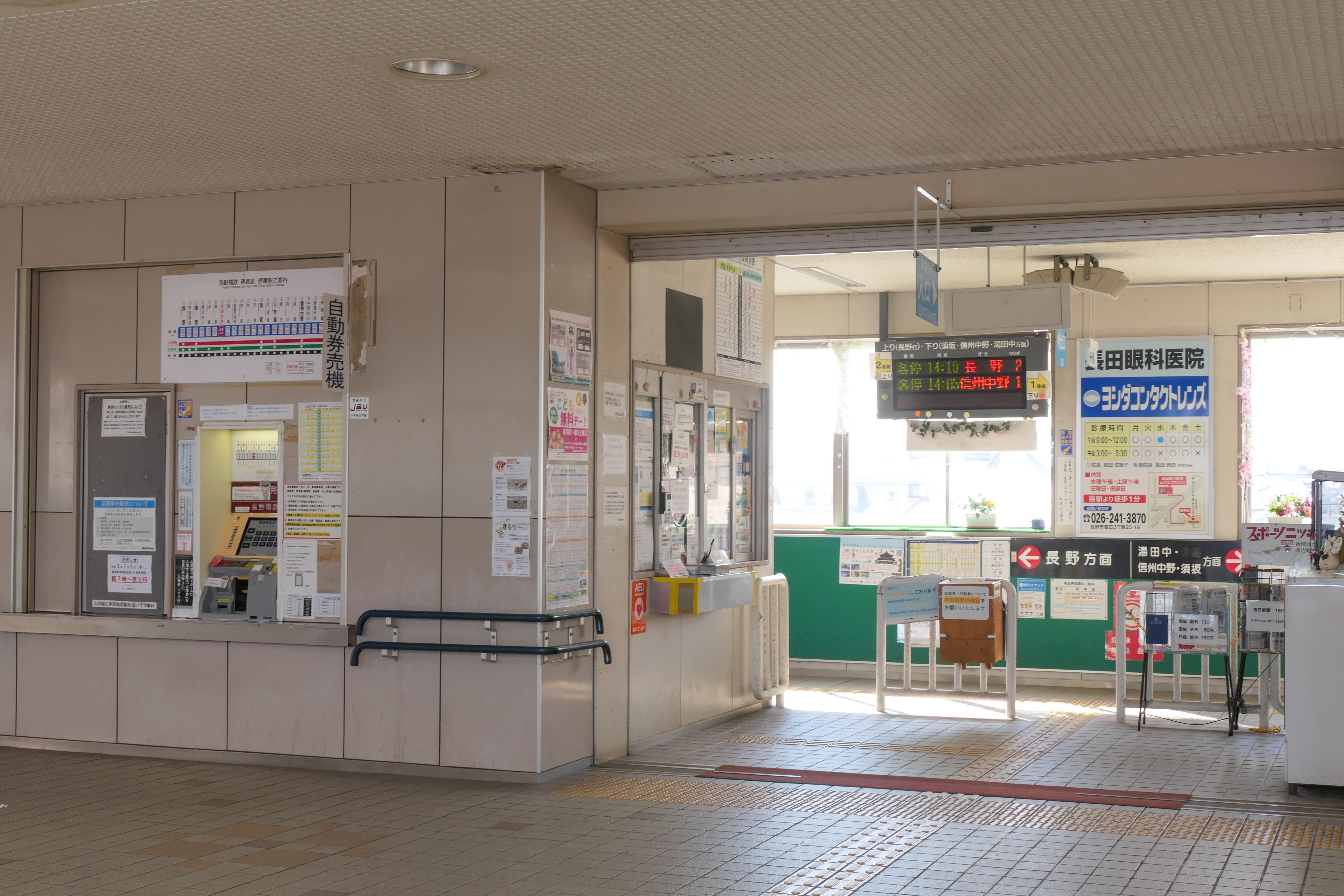
閘口（2022年2月）
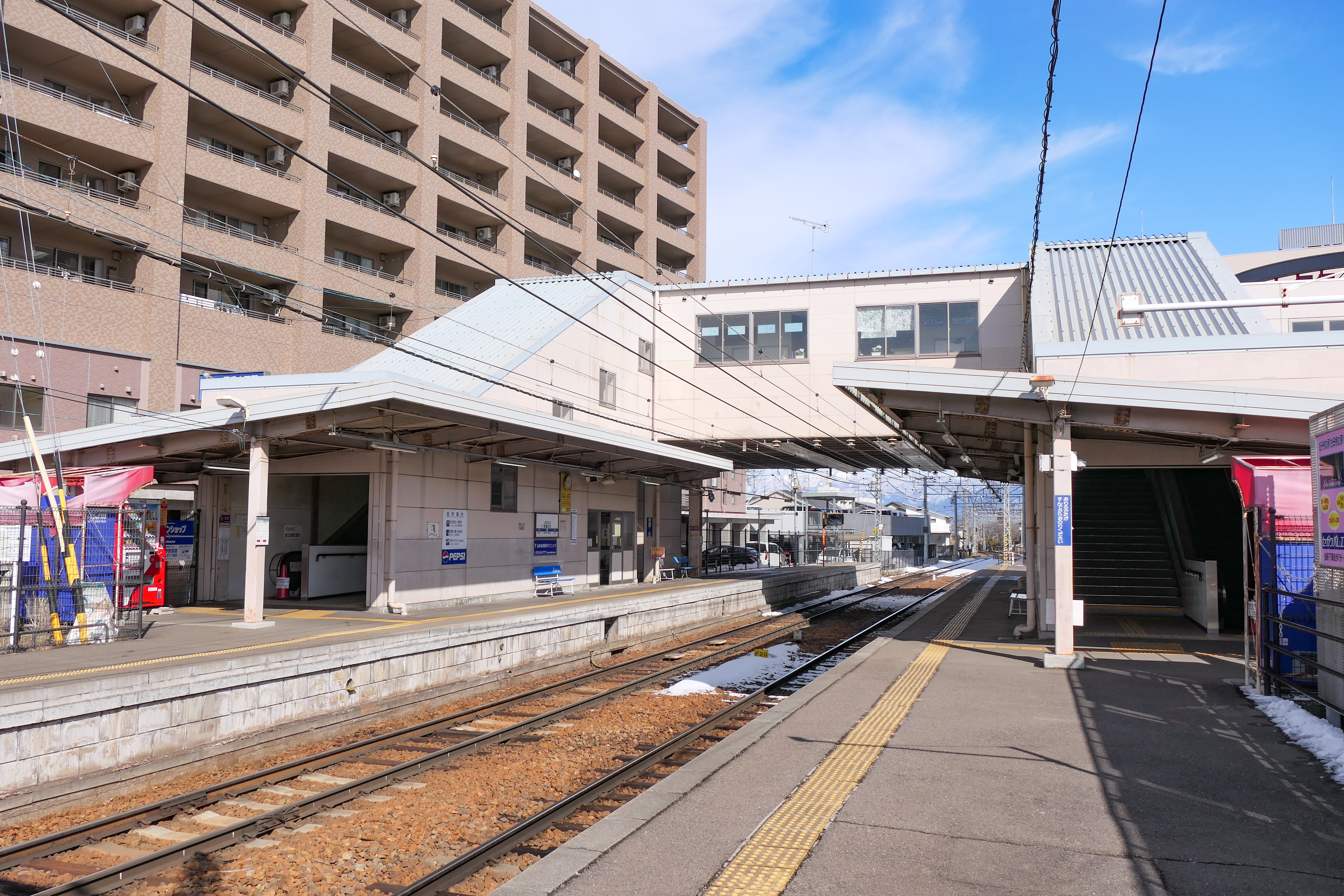
月台（2022年2月）

### 月台
| 月台 | 路線    | 上下行 | 方向               |
| ---- | ------- | ------ | ------------------ |
| 1    | ■長野線 | 下行   | 須坂、信州中野方向 |
| 2    | ■長野線 | 上行   | 權堂、長野方向     |

## 車站周邊

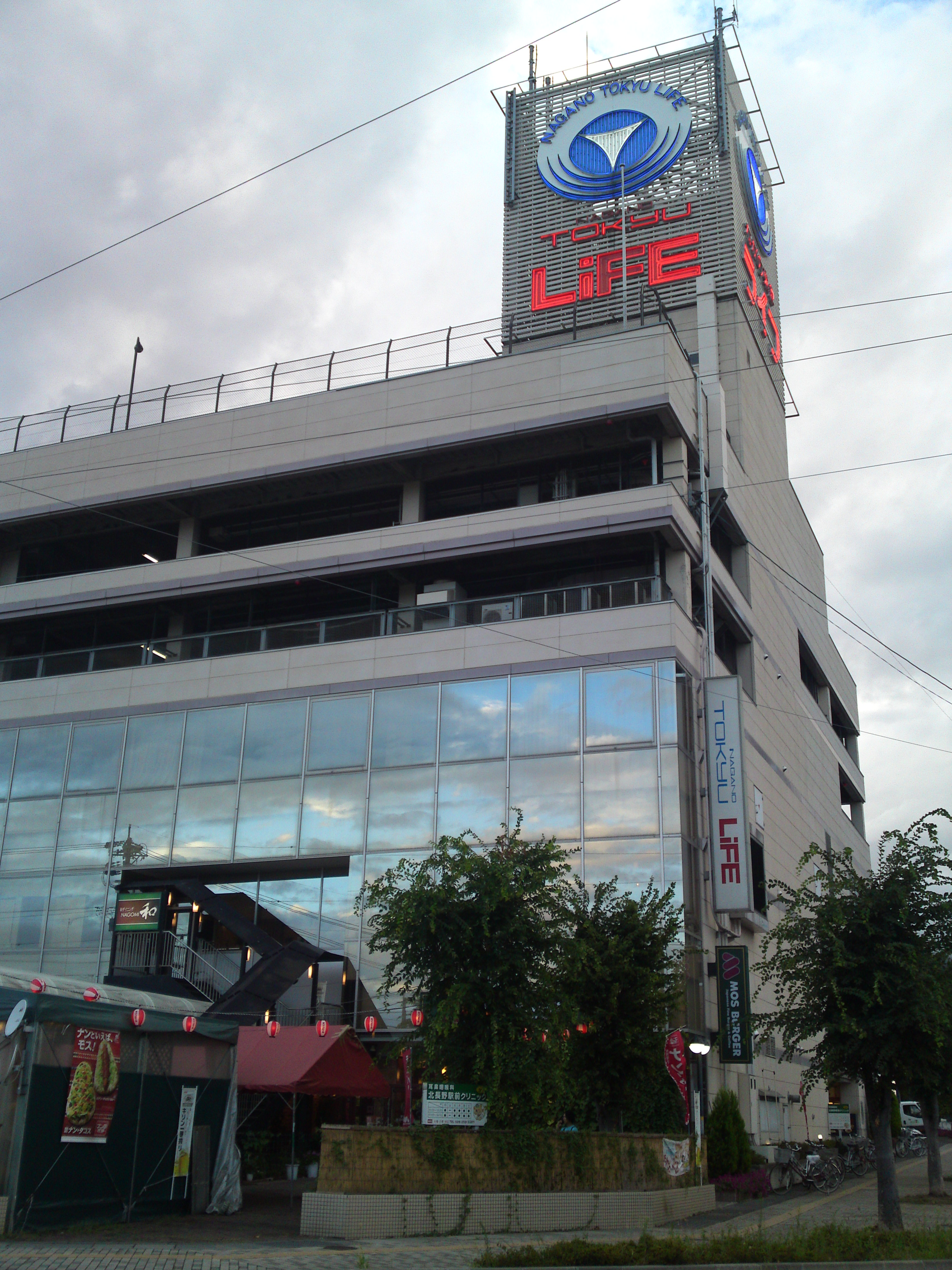
長野東急Life（南出口站前）

- 北長野站（步行約3分鐘）[1] - 信濃鐵道北信濃線
- 淺川（日语：浅川 (長野県)）
- 長野市立吉田小學
- 長野市立東部中學
- 長野日本大學中學·高等學校（日语：長野日本大学中学校・高等学校）[1]
- 長野縣長野吉田高等學校（日语：長野県長野吉田高等学校）
- 日本年金機構（日语：日本年金機構）長野北年金事務所
- 北長野購物中心 長野東急Life（日语：ながの東急百貨店）
- North長野[1]
  - 長野市政廳（日语：長野市役所）吉田分所
  - 八十二銀行（日语：八十二銀行）吉田分店
- 信濃吉田站前A-2大廈
- 吉田之大銀杏（日语：皇足穂吉田大御神宮#吉田のイチョウ）（皇足穗吉田大御神宮（日语：皇足穂吉田大御神宮）舊址）

## 路線巴士
在南出口迴旋路設有東北巡迴號信濃吉田站巴士站。在北信濃線北長野站前設有長電巴士、東北巡迴號北長野站巴士站。

### 東北巡迴號
- 市民醫院（日语：長野市民病院） → 古里（日语：古里 (長野市)）分所 → 長野高專正門 → 信濃吉田站 → 北長野站 → 朝陽站 → 市民醫院

### 長電巴士
- 52 運動公園線
  - 長野站 - 權堂 - 柳町團地（日语：三輪 (長野市)#柳町） - 中央警署（日语：長野中央警察署） - 北長野站 - 運動公園（日语：長野運動公園）東

## 使用狀況
以下為近年1日平均乘車人次變化。
| 年度   | 一日平均 乘車人次 |
| ------ | ----------------- |
| 2005年 | 1,415             |
| 2006年 | 1,361             |
| 2007年 | 1,290             |
| 2008年 | 1,308             |
| 2009年 | 1,246             |
| 2010年 | 1,247             |
| 2011年 | 1,320             |
| 2012年 | 1,355             |
| 2013年 | 1,381             |
| 2014年 | 1,421             |
| 2015年 | 1,465             |
| 2016年 | 1,492             |
| 2017年 | 1,499             |
| 2018年 | 1,432             |
| 2019年 | 1,397             |

## 相鄰車站
長野電鐵
■長野線
■A特急
通過
■B特急
本鄉（N5）－信濃吉田（N7）－朝陽（N8）
■普通
桐原（N6）－信濃吉田（N7）－朝陽（N8）

## 注腳
1. 1 2 3 4 5 6 7 8 9 10 11 12 13 14  信濃毎日新聞社出版部. . 信濃毎日新聞社. 2011-07-24: 271. ISBN 9784784071647 （日语）.
2. ↑  鐵道畫刊 1997年7月號 84頁
3. ↑  《長野市統計書》各年度版。

## 外部連結
- 信濃吉田站｜各站資訊 （页面存档备份，存于）（日語） - 長野電鐵